# Kristjánsdóttir
Kristjánsdóttir ist ein isländischer Name.

## Herkunft und Bedeutung
Kristjánsdóttir ist ein Patronym und bedeutet Tochter des Kristján. Die männliche Entsprechung ist Kristjánsson (Sohn des Kristján). 

## Namensträgerinnen
- Anna Björk Kristjánsdóttir (* 1989), isländische Fußballspielerin
- Birna Kristjánsdóttir (* 1986), isländische Fußballspielerin
- Dagný Kristjánsdóttir (* 1949), isländische Professorin für zeitgenössische isländische Literatur
- Dagný Linda Kristjánsdóttir (* 1980), isländische Skirennläuferin
- Guðrún Kristjánsdóttir (* 1967), isländische Skirennläuferin
- Halla Signý Kristjánsdóttir (* 1964), isländische Politikerin
- Hanna Birna Kristjánsdóttir (* 1966), isländische Politikerin, ehemalige Bürgermeisterin von Reykjavík, ehemalige Innenministerin
- Ilmur Kristjánsdóttir (* 1978), isländische Schauspielerin und Politikerin
- Kolbrún Ýr Kristjánsdóttir (* 1982), isländische Schwimmerin
- Kristín Berglind Kristjánsdóttir (* 1958), isländische Badmintonspielerin
- Þórunn Arna Kristjánsdóttir (* 1983), isländische Schauspielerin und Sängerin